# Печовска Нова Вес
Печовска Нова Вес (слч. Pečovská Nová Ves) насељено је мјесто са административним статусом сеоске општине (слч. obec) у округу Сабинов, у Прешовском крају, Словачка Република.

## Становништво
| Година:    | 1994. | 2004.   | 2014.    | 2024.   |
| ---------- | ----- | ------- | -------- | ------- |
| Број људи: | 2122  | 2264    | 2677     | 2903    |
| Разлика:   |       | +6,69 % | +18,24 % | +8,44 % |

| Година:    | 2023. | 2024.   |
| ---------- | ----- | ------- |
| Број људи: | 2875  | 2903    |
| Разлика:   |       | +0,97 % |

Према подацима о броју становника из 2011. године насеље је имало 2.566 становника.